# 이봐요 무얼 찾고 있나요?
"이봐요 무얼 찾고 있나요?"(Hey, What Are You Looking For?)는 한국에서 제작된 박대민 감독의 2002년 드라마 영화이다. 손여정 등이 주연으로 출연하였다.

## 출연

### 주연
- 손여정
- 서경국

## 기타
- 조명: 김지훈
- 미술: 조완웅